# 팔롬바로
팔롬바로(이탈리아어: Palombaro)는 이탈리아 아브루초주 키에티도에 있는 코무네이다.